# Смит, Кори (футболист, 2005)
Кори Смит (англ. Corey Smith; 24 января 2005 года, Деррилин, Северная Ирландия) — североирландский футболист, вингер клуба «Колрейн» и юношеской сборной Северной Ирландии.

## Клубная карьера
Футболом начал заниматься в академии клуба «Баллинамаллард Юнайтед», позже перешёл в «Данганнон Свифтс». Дебютировал 16 сентября 2022 года в матче против «Ньюри Сити», заменив на 67-й минуте Бена Кушни. Первый гол забил 7 апреля 2023 года в игре с «Гленавоном», сравняв счёт ударом головой с углового. 10 апреля продлил контракт с «Данганноном». В то же время в СМИ появилась информация об интересе к игроку со стороны клубов АПЛ, в частности, «Вулверхэмптон Уондерерс» и «Ньюкасл Юнайтед».
Однако переезда в Англию не случилось, и вингер остался в Северной Ирландии, перейдя в июле того же года из игравшего в плей-офф за сохранение прописки в лиге «Данганнона» в завоевавший первое в своей истории чемпионство «Ларн». Дебютировал 8 июля в матче против предыдущей команды, заменив на 83-й минуте Энди Райана. 3 августа дебютировал в еврокубках, выйдя на замену Ши Гордону в ответном матче второго квалификационного раунда Лиги конференций против «Балкани». Первый гол забил 3 октября в игре Кубка Северной Ирландии, внеся вклад в разгромную победу над «Кнокбредой» (9:1). В том сезоне помог клубу завоевать второе чемпионство подряд, а в июле 2024 года — Суперкубок.
30 августа за не разглашаемую сумму перешёл в клуб «Колрейн».

## Карьера в сборной
В юношескую сборную первый вызов получил 10 ноября 2023 года. Дебютировал 18 ноября в товарищеском матче против сборной Чехии. 11 июля 2024 года был включён в заявку сборной на домашний Евро. На турнире дебютировал во второй игре группы со сборной Италии.

## Достижения
«Ларн»
- Чемпион Северной Ирландии: 2023/24
- Обладатель Суперкубка Северной Ирландии: 2024